# 明晟
明晟公司，舊名为「摩根士丹利资本国际」（Morgan Stanley Capital International），是一家美国股票基金、收入型基金、对冲基金股價指數和股東權益投資組合分析工具提供商。它发布MSCI BRIC、MSCI World和MSCI EAFE指数。

## 历史
1968年，资本国际（Capital International）发布涵盖非美国市场的全球股票市场指数。1986年，Morgan Stanley从资本国际取得指数的授权，并将该指数作为摩根士丹利资本国际（MSCI）指数。到20世纪80年代，在富時集團、花旗银行和标准普尔加入前，MSCI指数是美国以外的主要基准指数。在道琼斯公司开始浮动加权其指数基金后，MSCI随即跟进。2004年，MSCI收购Barra公司，形成MSCI Barra。2007年中，母公司摩根史坦利决定从MSCI撤资，并可能分拆MSCI。之后于2007年11月首次公开募股少量股票。撤资于2009年完成。2020 年 12 月，MSCI 宣布将根据 13959 号行政命令剥离其MSCI All Country World Index指数中的七家中国公司。

## 收购
MSCI在2010年正式收购RiskMetrics集团公司和Measurisk，并在2012年正式收购Investment Property Databank。MSCI在2013年则从ICG集团（原Internet Capital Group）手中收购Investor Force。2014年8月，MSCI收购GMI Ratings。
2019年10月，MSCI正式收购了位于苏黎世的气候变化分析公司Carbon Delta。

## 指数
MSCI全球股权指数自1969年起计算，并包括MSCI World和MSCI EAFE。该公司在最初发展该指数时使用八个方面的因素：动量、波动性、价值、规模、增长、非线性规模、流动性以及财务杠杆。